# Ніколай Аструп
Ніколай Аструп (норв. Nikolai Astrup) — норвезький політик, член партії Хейре, міністр міжнародного розвитку Норвегії з 2018 року.
Аструп був головою Постійної комісії з фінансів у парламенті Норвегії у 2017—2018 роках. Він був обраний депутатом парламенту в 2009 році та лідером Консервативної партії в Осло в 2012 році, а раніше був лідером Норвезьких молодих консерваторів в Осло. Після виборів у 2013 році Аструп був призначений заступником голови Парламентської групи Консервативної партії, і був знову призначений на цю посаду після виборів 2017 року. До парламентських виборів він працював політичним радником парламентської групи Консервативної партії та політичним радником міського голови Осло. Аструп має ступінь магістра в галузі європейської політики та управління та ступінь бакалавра міжнародних відносин (Лондонська школа економіки та політології). З 2001 по 2008 рік він був редактором консервативної газети «Мінерва».
У парламенті Аструп був членом Постійного комітету з питань енергетики та навколишнього середовища у 2009—2015 роках, а у 2016—2017 очолював Постійний комітет з транспорту та зв'язку. Після виборів у 2017 році він був призначений головою Постійної комісії з фінансів і є речником Консервативної партії. Протягом декількох років Аструп також був представником з європейських справ, також він працював віце-президентом Європейського руху в Норвегії у 2012—2013 роках.
У 2011 році Ніколай Аструп отримав відзнаку «Європеєць року» від організації Європейська Молодь Норвегії
У 2017 році його статки становили 40 мільйонів доларів, що робить його найбагатшим членом парламенту.
17 січня 2018 року отримав посаду міністр міжнародного розвитку Норвегії у кабінеті Ерни Солберг.